# Маунд (Луизијана)
Маунд (енгл. Mound) град је у америчкој савезној држави Луизијана.

## Демографија
По попису из 2010. године број становника је 19, што је 7 (58,3%) становника више него 2000. године.
| Група             | 2000.       | 2010.      |
| Белци             | 12 (100,0%) | 15 (78,9%) |
| Афроамериканци    | 0 (0,0%)    | 4 (21,1%)  |
| Азијати           | 0 (0,0%)    | 0 (0,0%)   |
| Хиспаноамериканци | 0 (0,0%)    | 0 (0,0%)   |
| Укупно            | 12          | 19         |